# Aki Riihilahti
Aki Pasinpoika Riihilahti, mais conhecido como Aki Riihilahti (Helsinki, 9 de Setembro de 1976), é um futebolista finlandês que atua como volante. Atualmente, joga pelo HJK Helsinki.

## Carreira
Riihilahti iniciou sua carreira no HJK onde fez sua estréia pela Veikkausliiga em 1995. Conquistou um campeonato e duas Finnish Cup com o HJK, e também adquiriu experiência disputando a temporada  1998-99 da UEFA Champions League. Riihilahti então transferiu-se para o Vålerenga I.F. com a finalidade de disputar a temporada 1999 do Campeonato Norueguês. Após duas temporadas na Noruega, rumou para o Crystal Palace em 2001, e eventualmente tornou-se muito querido dos torcedores. Na temporada 2004-05 da Premiership mostrou potencial para competir em um dos principais campeonatos da Europa. Aki era tão amado pela torcida do Crystal Palace que uma bandeira finlandesa com a inscrição 'AKI 15' foi colocada atrás de um dos gols do estádio Selhurst Park para a próxima temporada. Contudo, a temporada seguinte, de regresso à Championship, na sequência de um rebaixamento do Cristal Palace, não foi tão bem-sucedida devido a contusões que limitaram suas chances na equipe, motivo pelo qual não disputou a maior parte de sua última temporada. Enquanto atuou pelo Palace,Aki possui o recorde de vitórias alcançado na maioria dos jogos disputados pela seleção de seu país. Posteriormente, seu contrato com a equipe encerrou-se no verão de 2006, e ele foi emprestado ao Kaiserslautern por um ano. Em Junho de 2007, Riihilahti assinou com o Djurgårdens IF por dois anos e meio.

## Seleção
Riihilahti estreou pela Seleção Finlandesa em 5 de Fevereiro de 1998 contra o Chipre. Tem sido convocado regularmente para a seleção e é um dos intocáveis de Stuart Baxter.
Riihilahti também tornou-se uma figura culta devido ao fato de ser eventuamente colunista de jornais, tais como o The Times e o finlandês Iltalehti, além de ter seu próprio sítio na internet.

## Títulos
HJK Helsinki
- Veikkausliiga: 1997
- Finnish Cup: 1996, 1998
- Finnish League Cup: 1996, 1997, 1998